# مایلین دیزون
مایلین دیزون (انگلیسی: Mylene Dizon؛ زادهٔ ۶ سپتامبر ۱۹۷۶) بازیگر اهل فیلیپین است.